# Блек мајнерси Велење
Блек мајнерси Велење су словеначки клуб америчког фудбала из Велења. Основани су 2011. године. Такмиче се тренутно у флег лиги Словеније.